# دانشگاه کارولینای شرقی
دانشگاه کارولینای شرقی (انگلیسی: East Carolina University) دانشگاه دولتی آمریکایی مستقر در 
گرینویل، کارولینای شمالی است، که در سال ۱۹۰۷ تأسیس شد.